# شریف البیلی
شریف البیلی (انگلیسی: Sherif El Baily؛ زادهٔ ۲۲ سپتامبر ۱۹۷۹) بازیکن فوتبال اهل ایالات متحده آمریکا است.
از باشگاه‌هایی که در آن بازی کرده‌است می‌توان به باشگاه فوتبال المصری، باشگاه فوتبال مقاولون عرب، و باشگاه فوتبال لیرسه اشاره کرد.
وی همچنین در تیم ملی فوتبال مصر بازی کرده‌است.